# Hadena mesolampra
Hadena mesolampra är en fjärilsart som beskrevs av Brandt 1938. Hadena mesolampra ingår i släktet Hadena och familjen nattflyn. Inga underarter finns listade i Catalogue of Life.